# 10367 Сайо
10367 Сайо (10367 Sayo) — астероїд головного поясу, відкритий 31 грудня 1994 року.
Тіссеранів параметр щодо Юпітера — 3,544.
Названо на честь Сайо (яп. さよ(佐用) сайо).